# Los demás días
Los demás días és una pel·lícula documental espanyola del 2017 escrita i dirigida per Carlos Agulló. Fou presentada al Festival de Cinema Europeu de Sevilla.

## Argument
Aquesta pel·lícula segueix el dia a dia d'una unitat de cures pal·liatives madrilenya des de tres punts de vista: la dels malalts i els seus familiars, la del Dr. Pablo Iglesias, metge de cures pal·liatives i els seus ajudants, com l'infermera Gema, i la dels cuidadors del malalt. Tots ells intenten que el combat entre la vida i la mort no es tracti sobre si s'ha de morir dignament o no, sinó en viure en condicions fins al darrer moment.

## Nominacions i premis
Va rebre el premi a la solidaritat a les Medalles del Cercle d'Escriptors Cinematogràfics de 2017. Fou nominada a diversos premis a la Mostra Internacional de Cinema de São Paulo.